# Sozialbeirat
Der Sozialbeirat ist ein sozialpolitisches Beratungsgremium in Deutschland. Er wurde 1958 eingerichtet, die Geschäftsführung ist beim Bundesministerium für Arbeit und Soziales angesiedelt.

## Aufgabe
Die Hauptaufgabe des Sozialbeirates ist es, zum alljährlich von der Bundesregierung zu verfassenden Rentenversicherungsbericht eine gutachterliche Stellungnahme abzugeben und sich bei dieser Gelegenheit auch zu aktuellen Entwicklungen aus dem Bereich der Altersvorsorge zu äußern. Bei Bedarf verfasst er auch Sondergutachten zu  rentenpolitischen Fragestellungen. Rechtsgrundlage ist § 155 und § 156 SGB VI.
Der Beirat ist Teil von Gesetzgebungsverfahren insbesondere im Bereich des Rentenrechts. Seine Beratungen sind geheim und unterliegen somit keinerlei parlamentarischer Kontrolle, da die Protokolle der Beratungen auch von Bundestagsabgeordneten nicht gelesen werden dürfen. Seine Beschlüsse werden in der Regel einstimmig gefasst, wobei die Mitglieder dabei nicht an Weisungen der sie entsendenden Organisationen gebunden sind.

## Zusammensetzung
Der Sozialbeirat besteht aus insgesamt zwölf Personen. Acht von diesen werden von Trägern der gesetzlichen Rentenversicherung entsandt: sechs von der Deutschen Rentenversicherung Bund, zwei weitere von Deutschen Rentenversicherung Knappschaft-Bahn-See, jeweils zur Hälfte als Vertreter der Arbeitgeber und der Versicherten. Drei weitere Mitglieder stammen aus dem Bereich der Wirtschafts- und Sozialwissenschaften, vor ihrer Berufung ist die Hochschulrektorenkonferenz zu hören. Vervollständigt wird das Gremium durch einen Vertreter der Deutschen Bundesbank. Die Mitglieder werden durch die Bundesregierung ernannt, ihre reguläre Mandatsdauer beträgt vier Jahre.
Mit Stand November 2016 sind Mitglieder (AG = Arbeitgebervertreter, VN = Versichertenvertreter):
- Deutsche Rentenversicherung Bund:

Gert G. Wagner, seit März 2014; Vorsitzender
Alexander Gunkel (AG), seit Januar 2004; stellvertretender Vorsitzender
Annelie Buntenbach (VN), seit April 2007; stellvertretende Vorsitzende
Christian Amsinck (AG), seit September 2016
Cord Peter Lubinski (VN) seit August 2012
Karoline Bauer (AG), seit August 2013
Christoph Ehlscheid, seit September 2016
Ute Klammer, seit Oktober 2016
- Rentenversicherung Knappschaft-Bahn-See:

Eckehard Linnemann (VN), seit Februar 2003
Michael Weberink (AG), seit 2017
- Sozial- und Wirtschaftswissenschaften:

Astrid Wallrabenstein, seit Oktober 2012
- Deutsche Bundesbank:

Johannes Clemens, seit Mai 2005